# Bạc má lưng xanh
Bạc má lưng xanh hay Bạc má bụng vàng (danh pháp khoa học: Parus monticolus) là một loài chim trong họ Bạc má.
Nó được tìm thấy ở Bangladesh, Bhutan, Trung Quốc, Ấn Độ, Lào, Miến Điện, Nepal, Pakistan, Đài Loan và Việt Nam. Môi trường sống tự nhiên của nó là rừng phương bắc, rừng ôn đới, và rừng ẩm vùng đất thấp nhiệt đới hoặc cận nhiệt đới.

## Hình ảnh

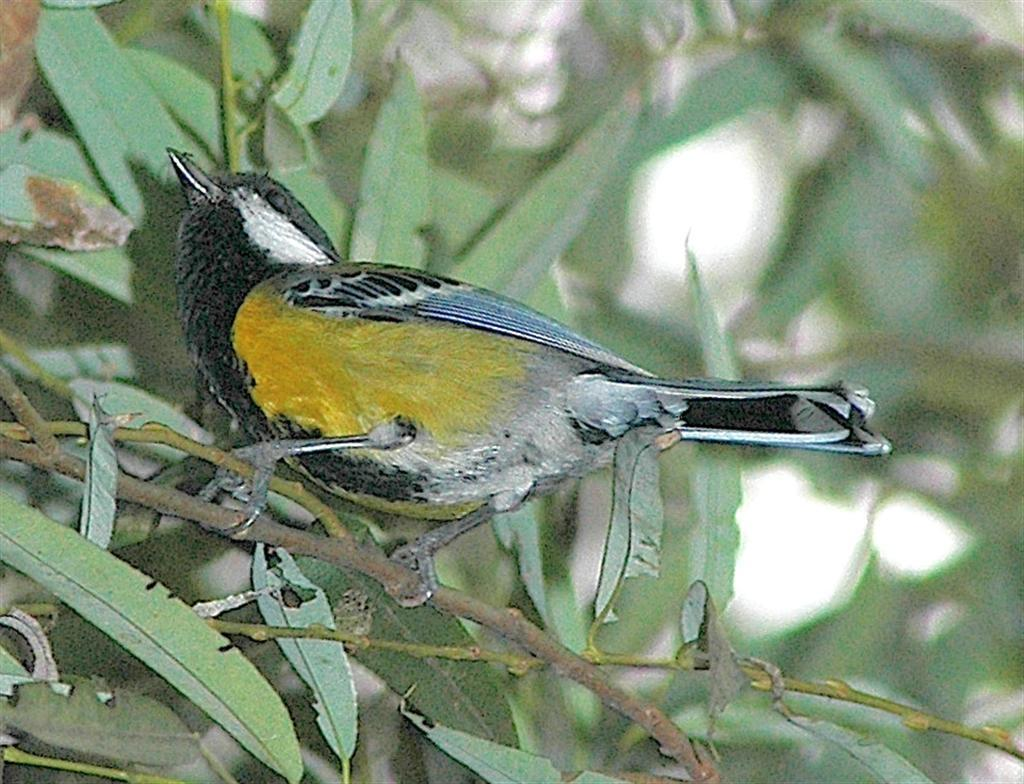
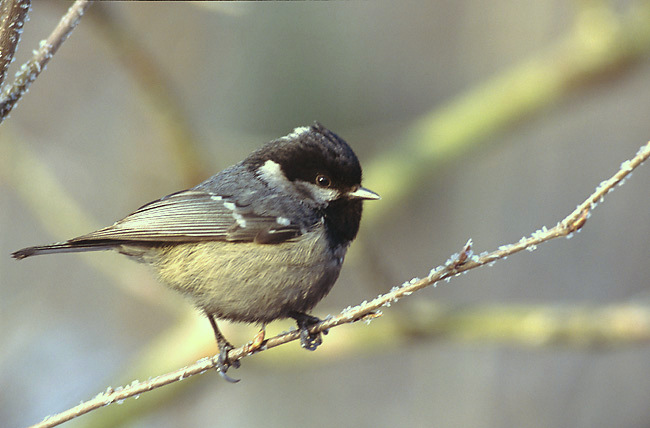
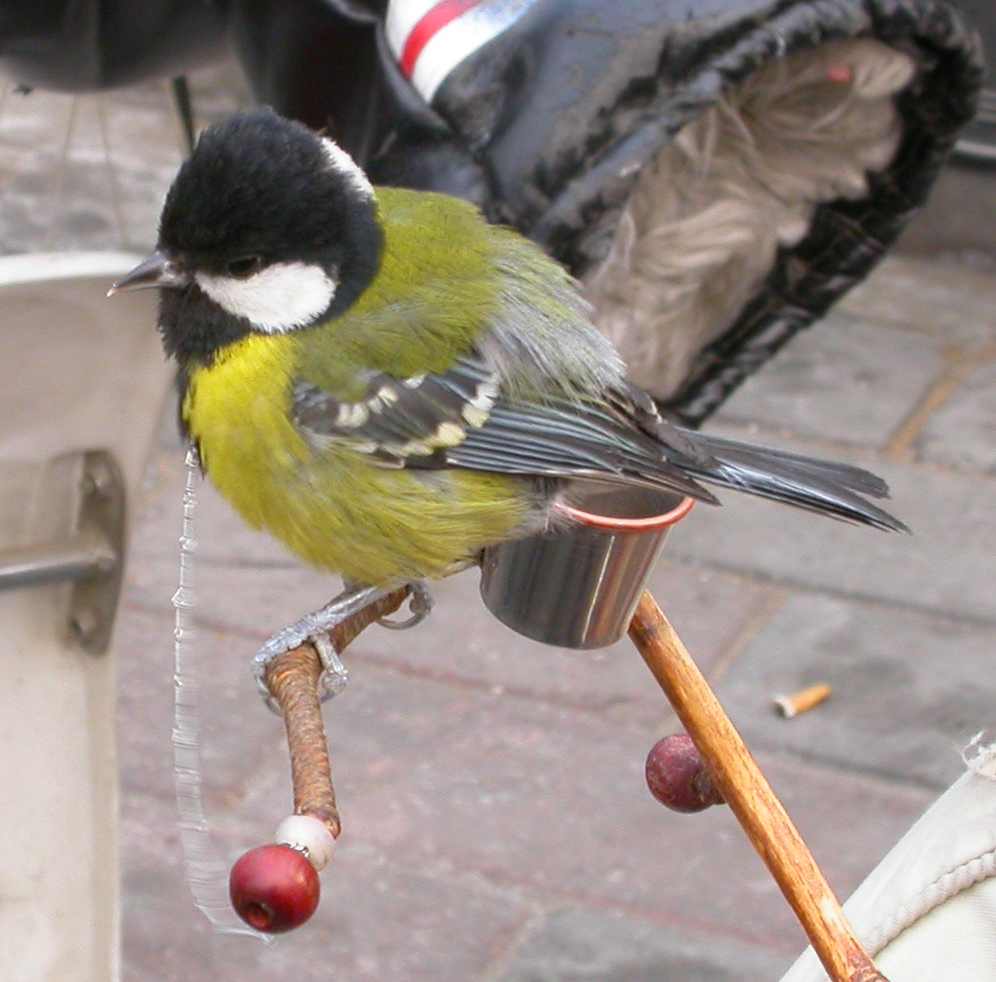